# Hexatoma (Cladolipes) cisatlantica
Hexatoma (Cladolipes) cisatlantica is een tweevleugelige uit de familie steltmuggen (Limoniidae). De soort komt voor in het Neotropisch gebied.